# Luis Guillermo Solís
Luis Guillermo Solís Rivera (ur. 25 kwietnia 1958 w San José) – kostarykański polityk, od 8 maja 2014 do 8 maja 2018 prezydent Kostaryki.

## Życiorys
Z wykształcenia jest profesorem historii i politologii na Uniwersytecie Kostaryki. Ukończył metodyczną szkołę średnią, a potem studiował historię na Uniwersytecie Kostaryki. W 1981 roku uzyskał tytuł magistra z badań nad Ameryką Łacińską na Tulane University w Nowym Orleanie. Jest dziekanem wydziału nauk społecznych na Uniwersytecie Kostaryki.

## Działalność polityczna
W latach 1986–1990 doradca ministra spraw zagranicznych Oscara Ariasa, gdzie pracował nad traktatem pokojowym, za który Arias otrzymał Pokojową Nagrodę Nobla. W latach 1994–1998 pracował jako ambasador do spraw środkowoamerykańskich.
Do 2005 r. działał w Partii Wyzwolenia Narodowego (PLN) (w okresie maj 2002 – lipiec 2003 był jej sekretarzem generalnym). Odszedł z partii w 2005 r. wraz z wieloma innymi działaczami z powodu nieprawidłowości i korupcji. Od 2008 r. należy do Akcji Obywatelskiej, z ramienia której startował w 2014 r. na urząd prezydenta. Wybory wygrał ze znaczącą przewagą i objął urząd prezydenta 8 maja 2014 r. Po czterech latach urzędowania, oddał władzę 38 letniemu Carlosowi Alvarado Quesada.
Ma sześcioro dzieci: Mónicę, Cristinę, Beatriz, Diego, Ignacia i Inés